# 28. slavonska divizija NOVJ-a
28. slavonska divizija NOVJ-a formirana je polovinom svibnja 1943. godine i tom prilikom dobila je naziv: "10. divizija NOV Hrvatske". U listopadu 1943. godine Vrhovni štab NOV i PO Jugoslavije preimenovao je u 28. diviziju NOV Jugoslavije. Glavni štab NOV i PO Hrvatske u siječnju 1944. godine proglasio je diviziju udarnom.
Prilikom formiranja, u sastav ove divizije su ušle 17. slavonska i novoformirana 21. slavonska brigada. U veljači 1944. godine u sastav divizije ušla je 25. brodska brigada, a u travnju 1945. godine, pred početak završnih operacija za oslobođenje Jugoslavije, u njen sastav ušla je i 3. artiljerijska brigada Jugoslavenske armije.
U dvije godine rata, 28. divizija je vodila borbe u Slavoniji, sjeverozapadnoj Hrvatskoj, u Turopolju, srednjoj i istočnoj Bosni, sudjelovala je u borbama za oslobođenje Beograda, zatim u borbama kod Bijeljine i Brčkog, i u završnim operacijama za oslobođenje Jugoslavije. U sastavu Druge armije, 28. divizija je nastupala operativnim pravcem Doboj, Derventa, Bosanska Gradiška, Bosanska i Hrvatska Kostajnica, Petrinja, a završila je svoj ratni put u borbama za oslobođenje Zagreba, ulazeći u Zagreb preko savskog mosta 8. svibnja 1945. godine. Tijekom borbi u Slavoniji bila je u sastavu Šestog korpusa NOVJ-a, a tijekom prvog i drugog prodora u sjeverozapadnu Hrvatsku pod zapovjedništvom Druge operativne zone Hrvatske odnosno Desetog korpusa NOVJ-a. Nakon prelaska Save u kolovozu 1944., bila je potčinjena štabu Trećeg udarnog korpusa, a zatim tijekom Beogradske operacije štabu Dvanaestog korpusa. Nakon toga borila se u sjeveroistočnoj Bosni u sastavu Južne operativne grupe NOVJ-a, a zatim od 1. siječnja 1945. u sastavu Druge armije JA.